# Ramón Gato
Ramon Moya Gato (ur. 16 listopada 1973 w Hawanie) – Były siatkarz kubański. Brązowy medalista Mistrzostw Świata 1998 oraz zwycięzca Ligi Światowej 1998. Wybrany najlepiej zagrywającym Ligi Światowej 1997. Grał na pozycji przyjmującego. Mierzy 192cm. Wielokrotny reprezentant Kuby.

## Kariera
- 1998–1999 Casa Modena
- 2002–2004 Marmi Lanza Werona
- 2004–2005 Al Arabi
- 2005–2008 Marmi Lanza Werona
- 2008–2009 Sempre Volley Padwa
- 2009-2010 ACH Volley Bled
- 2010-2011 Geotec Isernia